# 蘇鎮區 (北達科他州麥肯齊縣)
蘇鎮區（英語：Sioux Township）是位於美國北達科他州麥肯齊縣的一個鎮區。

## 地方資料
蘇鎮區的面積為181.66平方千米，當中陸地面積為166.82平方千米，而水域面積為14.84平方千米。根據2020年美國人口普查的數據，當地共有人口161人，而人口密度為每平方千米0.89人。